# 오명근 (배우)
오명근(1968년 8월 5일 ~ )은 대한민국의 배우이다.

## 출연작

### 영화
- 1991년 《장군의 아들 2》
- 1992년 《장군의 아들 3》
- 1994년 《대통령의 딸》 - 건달 역
- 1994년 《나는 소망한다 내게 금지된 것을》 - 사내 역
- 1995년 《테러리스트》 - 무술연기
- 1995년 《무궁화 꽃이 피었습니다》 - 안기부 요원 3 역
- 1996년 《킬링 게임》 - 남자 파이터 역
- 1996년 《카리스마》 - 정민홍 역
- 1997년 《큐》 - 검은티 역

### 방송 프로그램
- 2003년 ~ 2014년 《현장추적 싸이렌》